# Hynek Macků
Hynek Macků, též Ignác Macků (3. ledna 1841 Bystré – 13. května 1917 Bystré), byl rakouský a český politik, v závěru 19. století poslanec Českého zemského sněmu.

## Biografie
Zasedal v obecním zastupitelstvu a radě rodného města Bystré. V roce 1889 byl zvolen starostou města. Post obhájil roku 1892, 1898, 1901, 1904, 1908 a starostenský post získal i roku 1911. V čele městské samosprávy setrval až do roku 1914.
V 80. letech 19. století se zapojil i do zemské politiky. Ve volbách v roce 1883 byl zvolen v kurii venkovských obcí (volební obvod Litomyšl, Polička) do Českého zemského sněmu. Mandát zde obhájil ve volbách v roce 1889. Politicky patřil k staročeské straně.